# Manfred Kluth
Manfred Kluth (* 2. Juli 1936 in Düsseldorf; † 22. Juli 2010 in Brügge, Belgien) war ein deutscher Ruderer.

## Biografie
Manfred Kluth gewann beim Deutschen Meisterschaftsrudern 1959 zusammen mit seinem Vereinskollegen Victor Hendrix und den beiden Düsseldorfern Günter Schroers und Manfred Uellner die Goldmedaille im Vierer ohne Steuermann. Durch diesen Erfolg war das Quartett für die Europameisterschaften 1959 im französischen Mâcon qualifiziert, wo die Crew die Silbermedaille gewann. Zum Jahresende wurde die Mannschaft aufgelöst und Trainer Gert van Opbergen holte mit Georg Niermann und Albrecht Wehselau vom Bremer Ruder-Club Hansa zwei neue Ruderer ins Boot.
Bei den Olympischen Sommerspielen 1960 in Rom wurde der deutsche Vierer im Training auf dem Albaner See nach einer Kollision mit einem anderen Boot stark beschädigt. Da kein Ersatzboot zur Verfügung stand, wurde das Boot notdürftig repariert. In der olympischen Regatta war das deutsche Boot erfolglos und schied im Hoffnungslauf aus.
Kluth promovierte später als Jurist.